# Doctor Mellifluus
Doctor Mellifluus è la venticinquesima enciclica scritta da papa Pio XII il 24 maggio 1953, giorno della Pentecoste, durante il quindicesimo anno del suo pontificato.

## Contenuto
"Il dottore mellifluo ultimo dei padri, ma non certo inferiore ai primi, si segnalò per tali doti di mente e di animo, cui Dio aggiunse abbondanza di doni celesti, da apparire dominatore sovrano nelle molteplici e troppo spesso turbolente vicende della sua epoca, per santità, saggezza e somma prudenza, consiglio nell'agire." Così inizia la lettera enciclica di Papa Pio XII. Il Papa
descrive il grande carattere, le abilità, la santità e le conoscenze di San Bernardo, additandone l'esempio e mettendo in luce il fatto che San Bernardo non amasse la teologia speculativa, preferendo la lettura delle Sacre Scritture e la meditazione su esse alla dialettica ed ai sottili ragionamenti dei filosofi.
L'enciclica si svolge con molte citazioni dalle opere del Santo per darne una visione storica. In qualche caso vengono fatti paralleli con il tempo presente (ad esempio: "Questa sublime dottrina mistica del Dottore di Chiaravalle, che supera e può saziare ogni umano desiderio, sembra al giorno d'oggi talora negletta, o messa da parte, o dimenticata da molti").
I punti chiave dell'enciclica sono: il ruolo del papato e la mariologia.

## Mariologia
Nei suoi tempi confusi, San Bernardo pregava per l'intercessione di Maria, alla stessa maniera, sostiene il Papa, è necessario nei tempi moderni tornare a pregare Maria per la pace e la libertà della Chiesa e delle nazioni.
Nell'enciclica sono riportati tre temi centrali della mariologia di San Bernardo: come egli spiega la verginità di Maria (la "Stella del Mare"), come pregare la Vergine e come confidare in Maria come mediatrice.
- È detta Stella del mare e la denominazione ben si addice alla Vergine Madre. Ella con la massima convenienza è paragonata ad una stella; perché come la stella sprigiona il suo raggio senza corrompersi, così la Vergine partorisce il Figlio senza lesione della propria integrità.
- Se insorgono i venti delle tentazioni, se incappi negli scogli delle tribolazioni, guarda la stella, invoca Maria. Se sei sballottato dalle onde della superbia, della detrazione, dell'invidia: guarda la stella, invoca Maria.
- Se tu la segui, non puoi deviare; se tu la preghi, non puoi disperare; se tu pensi a lei, non puoi sbagliare. Se ella ti sorregge, non cadi; se ella ti protegge, non hai da temere; se ella ti guida, non ti stanchi; se ella ti è propizia, giungerai alla meta.

L'enciclica termina con le parole di San Bernardo ad accrescere la devozione nei confronti della Madre di Dio: Ci sembra che meglio Noi non potremmo terminare questa lettera enciclica, che invitandovi tutti con le parole del dottore mellifluo ad accrescere ogni giorno più la devozione verso l'alta Madre di Dio, e parimenti a imitare col più grande impegno le sue eccelse virtù, ciascuno secondo le peculiari condizioni della propria vita.